# Église Saint-Eusèbe de Gennes
L'église Saint-Eusèbe est une église catholique située à Gennes, en France.

## Localisation
L'église est située dans le département français de Maine-et-Loire, sur la commune de Gennes.

## Historique
L'édifice est classé au titre des monuments historiques en 1862.

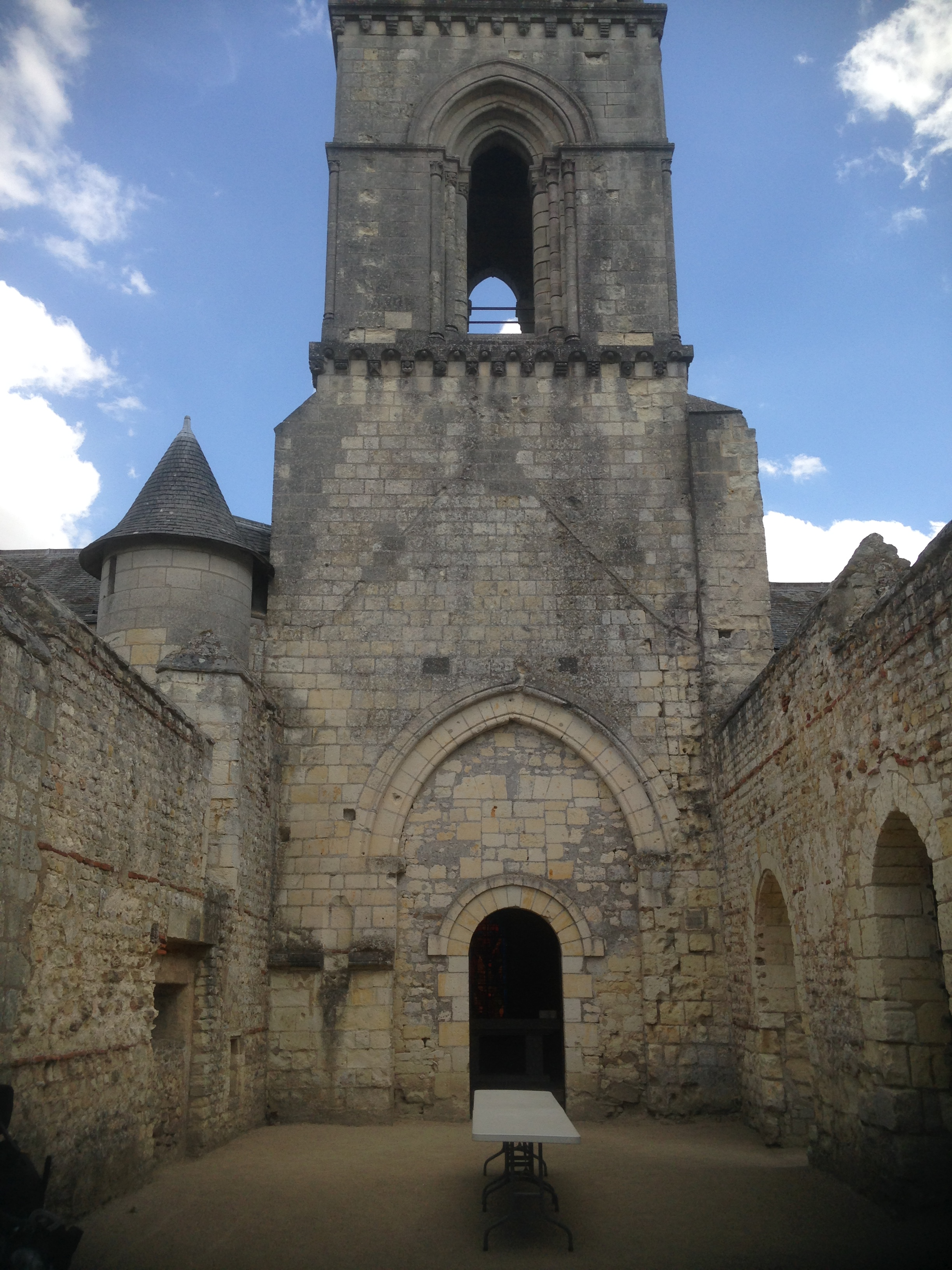
Portail de l’Église